# Anatólio (curador)
Anatólio (em grego: Ανατόλιος; romaniz.: Anatólios; falecido em 14 de dezembro de 557) foi um oficial bizantino, ativo no reinado do imperador Justiniano I (r. 527–565). Detinha os títulos de curador da casa divina (domus divinae) e cônsul honorário. Foi morto no sismo de Constantinopla de 557.

## Vida
Segundo Agátias, Anatólio era responsável pelo cuidado (administração) das casas e terras do imperador Justiniano I (em grego: έπιμέλειαν τῶν βασιλέως οίκων τε καί κτημάτων). Seu posto é dado como curador e igual a um cônsul. Isso faria dele um curador da casa divina (curator domus divinae; o administrador da propriedade privada da família imperial) e cônsul honorário. O último título significa era um membro do senado bizantino com o posto de homem ilustre. Era impopular por causa de sua conduta. Reivindicou os bens de muitas casas ricas, sob o pretexto de recolher o que era devido ao imperador. Isso permitiu que ignorasse os termos especificados nos testamentos de proprietários recentemente falecidos. A propriedade apreendida caiu sob seu controle como curador. Agátias implica que Anatólio acrescentou partes da propriedade apreendida à sua própria propriedade. Anatólio provavelmente se tornou um dos homens mais ricos de seu tempo. Sua residência particular em Constantinopla é descrita decorada com mármore, um material bastante caro. O papel do material decorativo era exibir a riqueza e o gosto refinado do proprietário da residência; "Adornado com uma variedade de placas de mármore presas à parede, do tipo que são exibidas ostensivamente por aqueles que gostam desordenadamente de tais bricabraques supérfluos e desnecessários."
Em 14 de dezembro de 557, Constantinopla foi atingida por um grande terremoto. A data é estimada com base nos relatos de João Malalas e Teófanes, o Confessor. Anatólio foi morto por um pedaço de mármore que caiu, evidentemente dentro de sua própria residência. "Anatólio estava dormindo naquele momento em seu quarto habitual. (...) Uma dessas placas [de mármore], que estava presa à parede ao lado da cama, foi sacudida de seus encaixes e arrancada pela violência dos tremores. Desceu com todo o peso em sua cabeça e esmagou seu crânio. Mal teve tempo suficiente para soltar um gemido profundo e abafado de dor e depois afundou de volta em sua cama. A morte o havia alcançado." Agátias observa que Anatólio foi o único indivíduo de alto escalão a perecer no desastre e observa a crença contemporânea de que foi punido pela injustiça de sua conduta. O próprio Agátias duvidou que a morte dele fosse um exemplo de julgamento divino: "Duvido, pois um terremoto seria uma coisa muito desejável e excelente se soubesse discriminar os maus dos bons, matando-os e passando-os ao lado. Mas, mesmo admitindo que ele [Anatólio] foi injusto, houve muitos mais como ele e piores, que escaparam ilesos."